# 寺岡多佳
寺岡 多佳（てらおか たか、1944年 - ）は、日本の美術家、日本画家。本名・寺岡 孝子。
独特の画風で、多くの寺社に大絵馬などを奉納している。

## 人物
満洲国熱河省で生まれる。
戦後、日本に引き揚げて福岡で過ごす。折尾女子学園（現・折尾愛真学園）在学中に教諭の小田千草から日本画の手ほどきを受ける。その後は、ほぼ独学で日本画の技術と画風を研鑚する。
日本画ちぐさ会を主催し、同会展を開催。「お多福」をはじめ、絵馬や茶器の色付け、扇子、和装小物、絵葉書など多岐にわたり手掛ける。全国各地に幅広い層のファンを持つ。
主なものとして、これまでに三輪明神（大神神社）、靖国神社、上賀茂神社、東大寺、出雲教、枚岡神社、生國魂神社、尾鷲神社、伊勢神宮等多数の神社仏閣に絵画や絵馬・散華を奉納している。

## 主な作品
| 白龍（生國魂神社） |  | 青龍（生國魂神社） |
| 白龍（生國魂神社） |  | 青龍（生國魂神社） |